# Shonen Champion
Shonen Champion (яп. 週刊少年チャンピオン сю:кан сёнэн тямпион), сокращённо Champion (яп. チャンピオン тямпион) или Shuchan (яп. 週チャン сю:тям) — еженедельный японский журнал манги для юношей (сёнэн), выпускаемый издательством Akita Shoten с 15 июля 1969 года. По неофициальным данным, его тираж составляет 500 тыс. экземпляров. В Champion печаталась такая известная манга, как Apocalypse Zero, Cutey Honey, Grappler Baki, My-Hime.

## История
Champion был создан в 1969 году вместе с Boken-O (яп. 冒険王) и Manga-O (яп. まんが王) на волне популярности юношеских журналов. Изначально издание выходило дважды в месяц. В нём публиковались такие известные авторы, как Осаму Тэдзука (Alabaster) и Сайто Такао. В 1970 году в издательстве Akita Shoten начал выходить отдельный ежемесячный сёнэн-журнал Gekkan Shonen Champion, а Champion стал еженедельным. Популярность журнала увеличивалась, и туда ушли такие авторы, как Го Нагаи (Abashiri Ikka).
В 1972 году, с приходом главного редактора Муры Кабэ (яп. 壁村耐三), началась золотая эра в истории журнала, продолжавшаяся до 1980-х годов. Тиражи превышали миллион экземпляров, Champion на равных конкурировал с такими изданиями, как Shonen Magazine и Shonen Sunday. В нём публиковалась манга Dokaben Синдзи Мидзусимы, Mataro ga Kuru!! Фудзико Фудзио, Black Jack Осаму Тэдзуки, Gaki Deka Тацухико Ямагами, Tsuki to Suppon Кумио Янагисавы, Eko Eko Azarak Синъити Коги, Cutey Honey Го Нагаи. Среди известных работ, выходивших в 1980-х годах, можно назвать Runrun Company Мики Тори и Plawres Sanshiro.
В 1990-х годах большую популярность получили многие молодые авторы Champion: Хамаока Кэндзи (Urayasu Tekkin Kazoku), Масахито Сода, Хидэюки Ёнэхара, Хироси Такахаси (Crows), Такаюки Ямагути (Apocalypse Zero), Синдзи Сайдзё (Iron Wok Jan), Кэйсукэ Итагаки (Grappler Baki). В настоящее время Champion остаётся одним из лидирующих сёнэн-журналов на японском рынке.

## Манга в журнале

### В процессе публикации
- Ganso! Urayasu Tekkin Kazoku (元祖!浦安鉄筋家族)
- Dokaben: Superstars-hen (ドカベン スーパースターズ編)
- Grappler Baki
- Mitsudomoe
- Saint Seiya: The Lost Canvas (聖闘士星矢 THE LOST CANVAS 冥王神話)
- Clover (クローバー)
- Angel Voice (エンジェル・ボイス)
- Shinryaku! Ika Musume
- Yowamushi Pedal (弱虫ペダル)
- Tsuriya Nagare (釣り屋ナガレ)
- Nanba Deadend (ナンバデッドエンド)
- Mokuyoubi no Furutto (木曜日のフルット)
- Ninkyou Hime Leira (仁侠姫レイラ)
- Bachi Bachi (バチバチ)
- Shutsujin!! Musho Daka Haikyuugun (出陣!!ムショ高排球軍)
- Kerberos (ケルベロス)
- Hanzasky (ハンザスカイ)
- Sugarless (シュガーレス)
- Hamidoru! (はみどる!)
- Gyoutoku Uoya Rouman Supabaito J (行徳魚屋浪漫スーパーバイトJ)
- Kigatagakita (キガタガキタ! 〜『恐怖新聞』より〜)